# Mistrzostwa Świata w Wioślarstwie 2012
42. Mistrzostwa Świata Seniorów w Wioślarstwie 2012 odbyły się w dniach 18-21 lipca 2012 roku w bułgarskim mieście Płowdiw.
Ze względu na igrzyska olimpijskie program był ograniczony do konkurencji nieolimpijskich. Równocześnie rozegrano mistrzostwa świata juniorów.

## Klasyfikacja medalowa
| Miejsce | Kraj              | Złoto | Srebro | Brąz | Razem |
| 1.      | Polska            | 2     | 0      | 0    | 2     |
| 2.      | Włochy            | 1     | 1      | 1    | 3     |
| 3.      | Dania             | 1     | 1      | 0    | 2     |
| 3.      | Grecja            | 1     | 1      | 0    | 2     |
| 5.      | Białoruś          | 1     | 0      | 1    | 2     |
| 6.      | Niemcy            | 1     | 0      | 0    | 1     |
| 7.      | Francja           | 0     | 1      | 1    | 2     |
| 8.      | Austria           | 0     | 1      | 0    | 1     |
| 8.      | Holandia          | 0     | 1      | 0    | 1     |
| 8.      | Węgry             | 0     | 1      | 0    | 1     |
| 11.     | Chiny             | 0     | 0      | 2    | 2     |
| 12.     | Kanada            | 0     | 0      | 1    | 1     |
| 12.     | Stany Zjednoczone | 0     | 0      | 1    | 1     |

## Medaliści

### Mężczyźni
| Konkurencja:                     | Złoto: | Czas    | Srebro: | Czas    | Brąz: | Czas    |
| Dwójka ze sternikiem             | Białoruś · Stanisłau Szczarbaczenia · Alaksandr Kazubouski · Piotr Piatrynicz (sternik) | 6:55.33 | Francja · Michael Molina · Benjamin Lang · Benjamin Manceau (sternik) | 6:55.93 | Kanada · Kai Langerfeld · Peter McClelland · Dane Lawson (sternik)                                                                      | 6:56.61 |
| Jedynka wagi lekkiej             | Henrik Stephansen | 6:56.41 | Peter Galambos | 6:57.50 | Andrew Campbell Jr | 6:57.88 |
| Czwórka podwójna wagi lekkiej    | Polska · Adam Sobczak · Mariusz Stańczuk · Artur Mikołajczewski · Miłosz Jankowski | 5:55.03 | Grecja · Georgios Konsolas · Nikolaos Afentoulis · Panagiotis Magdanis · Eleftherios Konsolas                                                                                       | 5:56.74 | Chiny · Yangyang Liang · Yang Guo · Guofeng Fa · Deming Kong                                                                            | 5:57.12 |
| Dwójka bez sternika wagi lekkiej | Włochy · Luca De Maria · Armando Dell’Aquila | 6:37.11 | Holandia · Arnoud Greidanus · Joris Pijs | 6:37.18 | Francja · Jean-Christophe Bette · Fabien Tilliet                                                                                        | 6:39.88 |
| Ósemka wagi lekkiej              | Niemcy · Matthias Schömann-Finck · Jost Schömann-Finck · Martin Kuehner · Jonas Schützeberg · Christian Hochbruck · Jochen Kuehner · Bastian Seibt · Lars Wichert · Martin Sauer (sternik) | 5:44.10 | Włochy · Jiri Vlcek · Catello Amarante · Salvatore di Somma · Davide Riccardi · Livio la Padula · Martino Goretti · Andrea Caianiello · Metteo Pinca · Gianluca Barattolo (sternik) | 5:46.78 | Chiny · Feng Ke · Yulja Meng · Jiahai Wang · Shuai Shi · Xiaoyun Zheng · Zhenwei Hou · Qiang Li · Jingbin Zhao · Minjian Wang (sternik) | 5:47.85 |

### Kobiety
| Konkurencja:                  | Złoto:                                                                       | Czas    | Srebro:                                                                       | Czas    | Brąz:                                                                  | Czas    |
| Jedynka wagi lekkiej          | Alexandra Tsiavou                                                            | 7:32.37 | Michaela Taupe-Traer                                                          | 7:37.04 | Alena Krywaszejenka                                                    | 7:38.93 |
| Czwórka podwójna wagi lekkiej | Polska · Magdalena Kemnitz · Jaclyn Halko · Agnieszka Renc · Weronika Deresz | 6:36.17 | Dania · Helene Olsen · Sarah Juergensen · Christina Pultz · Sarah Christensen | 6:37.82 | Włochy · Giulia Pollini · Enrica Marasca · Elena Coletti · Erika Bello | 6:39.13 |